# Stern Film Stúdió és Médiacentrum
A Stern Film Stúdió és Médiacentrum (nemzetközileg ismert, angol nyelvű nevén Stern Film Studio & Media Center) Magyarország egyik legnagyobb filmstúdió komplexuma, Pomázon. A stúdiókhoz kapcsolódó filmgyártó cég a Stern International Productions.
A komplexum négy stúdióból és kiszolgáló egységekből áll. 
A stúdiók alapítója és ügyvezető igazgatója Szabados Róbert.
A stúdiókból és kapcsolódó kiszolgáló épületekből álló komplexumot egy ipari terület átépítésével hozták létre.

## Infrastruktúra
| Műtermek | Megjegyzés                   | Terület  | Terület részletesen (hosszúság x szélesség x belmagasság méterben) |
| -------- | ---------------------------- | -------- | ------------------------------------------------------------------ |
| "A"      |                              | 2 280 m2 | 71,3 x 32 x 13                                                     |
| "B"      | Rendelkezik vizes medencével | 1 483 m2 | 41,2 x 36 x 16                                                     |
| "C"      |                              | 779 m2   | 44,5 x 17,5 x 5,3                                                  |
| "D"      |                              | 148 m2   | 12,6 x 11,7 x 6                                                    |

## Itt forgatott produkciók
- Végjáték (2006, kisjátékfilm), rendező-operatőr: Kardos Sándor
- Vasárnap (2006, kisjátékfilm), rendező-operatőr: Máté Tibor
- Eichmann(wd) (2007)
- Kröd Mandoon (2009), tévésorozat
- Utolsó jelentés Annáról (2009), rendező: Mészáros Márta
- Diótörő 3D (2010), rendező: Andrej Koncsalovszkij
- Boszorkányvadászat (2011), rendező: Dominic Senna
- Titanic(wd) (2012), angol minisorozat
- Drakula (2013–2014), tévésorozat
- Londoni randevú(wd) (The Lady Vanishes, 2013) angol tévéfilm
- Spanyolország királynője(wd) (La reina de España, 2016), spanyol film
- Vaksötét (2016), rendező: Fede Alvarez
- Berlini küldetés(wd) (The Berlin Station, 2016–2019), tévésorozat
- Terror (2018–), tévésorozat
- Az elmeorvos(wd) (The Alienist, 2018–2020), tévésorozat
- The Continentinal(wd) (2023), minisorozat
- Borderlands (2024)
- Dűne: Prófécia (2024), sorozat
- Long Distance(wd) (aka. Distant, 2024), 2020-ban lett leforgatva

## Külső hivatkozások
- Stern Film Studio Hungary official website (angol nyelven). (Hozzáférés: 2025. február 17.)
- Stern Film Studio Hungary régi hivatalos honlapja (angol nyelven). [2007. július 8-i dátummal az eredetiből archiválva]. (Hozzáférés: 2025. február 17.)